# 中山恵充
中山 恵充（なかやま よしみつ、1958年7月3日 - ）は、東海テレビ放送の元アナウンサー。岐阜県岐阜市出身。血液型B型。

## 担当番組
- イブニングニュース600
- 中日新聞テレビ日曜夕刊
- FNN東海テレニュース

| スタブアイコン | サブスタブ | この項目は、まだ閲覧者の調べものの参照としては役立たない、アナウンサーに関連した書きかけの項目です。この項目を加筆・訂正などしてくださる協力者を求めています（PJ:アナウンサー）。 |